# Gabriel Paletta
Gabriel Alejandro Paletta (sinh ngày 15 tháng 2 năm 1986 tại Buenos Aires, Argentina) là một cầu thủ bóng đá người Ý gốc Argentina chơi ở vị trí hậu vệ thòng, hiện đang thi đấu cho câu lạc bộ Monza của giải Serie B và đội tuyển quốc gia Ý. Anh là ngôi sao của đội tuyển Argentina ở giải U-20 thế giới năm 2005 và được đánh giá là một trung vệ chắc chắn và quyết đoán.
Trong sự nghiệp của mình, Gabriel Paletta khoác áo Banfield sau đó anh được các chuyên gia săn tìm của Liverpool phát hiện. Anh đồng ý gia nhập Liverpool từ tháng 2 năm 2006 nhưng phải đến tháng 7 năm 2006 Paletta mới chính thức đến đầu quân cho Liverpool. Một thời gian sau, anh chuyển về Boca Juniors và sau đó đầu quân cho Parma F.C.

## Thống kê sự nghiệp

### Câu lạc bộ
Tính đến 6 tháng 5 năm 2015
| Câu lạc bộ          | Mùa giải            | Giải vô địch quốc gia | Giải vô địch quốc gia | Giải vô địch quốc gia | Cúp quốc gia | Cúp quốc gia | Cúp liên đoàn | Cúp liên đoàn | Châu lục | Châu lục | Khác | Khác | Tổng cộng | Tổng cộng |
| Câu lạc bộ          | Mùa giải            | Hạng                  | Trận                  | Bàn                   | Trận         | Bàn          | Trận          | Bàn           | Trận     | Bàn      | Trận | Bàn  | Trận      | Bàn       |
| ------------------- | ------------------- | --------------------- | --------------------- | --------------------- | ------------ | ------------ | ------------- | ------------- | -------- | -------- | ---- | ---- | --------- | --------- |
| Banfield            | 2005–06             | Primera División      | ?                     | ?                     | –            | –            | –             | –             | 0        | 0        | 0    | 0    | ?         | ?         |
| Banfield            | 2005–06             | Primera División      | ?                     | ?                     | –            | –            | –             | –             | 0        | 0        | 0    | 0    | ?         | ?         |
| Tổng cộng           | Tổng cộng           | Tổng cộng             | 42                    | 5                     | 0            | 0            | 0             | 0             | 0        | 0        | 0    | 0    | 42        | 5         |
| Liverpool           | 2006–07             | Premier League        | 3                     | 0                     | 0            | 0            | 3             | 1             | 2        | 0        | 0    | 0    | 8         | 1         |
| Tổng cộng           | Tổng cộng           | Tổng cộng             | 3                     | 0                     | 0            | 0            | 3             | 1             | 2        | 0        | 0    | 0    | 8         | 1         |
| Boca Juniors        | 2007–08             | Primera División      | 21                    | 4                     | –            | –            | –             | –             | 7        | 1        | 2    | 0    | 30        | 5         |
| Boca Juniors        | 2008–09             | Primera División      | 16                    | 0                     | –            | –            | –             | –             | 0        | 0        | 2    | 0    | 18        | 0         |
| Boca Juniors        | 2009–10             | Primera División      | 22                    | 1                     | –            | –            | –             | –             | 2        | 0        | 0    | 0    | 24        | 1         |
| Tổng cộng           | Tổng cộng           | Tổng cộng             | 59                    | 5                     | 0            | 0            | 0             | 0             | 9        | 1        | 4    | 0    | 72        | 6         |
| Parma               | 2010–11             | Serie A               | 27                    | 0                     | 1            | 0            | –             | –             | 0        | 0        | 0    | 0    | 28        | 0         |
| Parma               | 2011–12             | Serie A               | 33                    | 4                     | 2            | 0            | –             | –             | 0        | 0        | 0    | 0    | 35        | 4         |
| Parma               | 2012–13             | Serie A               | 35                    | 1                     | 1            | 0            | –             | –             | 0        | 0        | 0    | 0    | 36        | 1         |
| Parma               | 2013–14             | Serie A               | 21                    | 0                     | 2            | 0            | –             | –             | 0        | 0        | 0    | 0    | 23        | 0         |
| Parma               | 2014–15             | Serie A               | 7                     | 0                     | 2            | 1            | –             | –             | 0        | 0        | 0    | 0    | 9         | 1         |
| Tổng cộng           | Tổng cộng           | Tổng cộng             | 123                   | 5                     | 8            | 1            | 0             | 0             | 0        | 0        | 0    | 0    | 131       | 6         |
| Milan               | 2014–15             | Serie A               | 14                    | 0                     | 0            | 0            | 0             | 0             | 0        | 0        | 0    | 0    | 14        | 0         |
| Tổng cộng           | Tổng cộng           | Tổng cộng             | 14                    | 0                     | 0            | 0            | 0             | 0             | 0        | 0        | 0    | 0    | 14        | 0         |
| Tổng cộng sự nghiệp | Tổng cộng sự nghiệp | Tổng cộng sự nghiệp   | 239                   | 15                    | 8            | 1            | 3             | 1             | 11       | 1        | 4    | 0    | 265       | 18        |